# King Richard
King Richard (titulada: El método Williams en España y Rey Richard: Una familia ganadora en Hispanoamérica) es una película dramática y biográfica estadounidense de 2021 dirigida por Reinaldo Marcus Green y escrita por Zach Baylin que sigue la vida de Richard Williams, el padre y entrenador de las famosas tenistas Venus y Serena Williams, quienes se desempeñan como productores ejecutivos de la película. Es protagonizada por Will Smith en el papel principal, Aunjanue Ellis, Saniyya Sidney, Demi Singleton, Tony Goldwyn y Jon Bernthal.
Tuvo su estreno mundial en el 48° Festival de Cine de Telluride el 2 de septiembre de 2021 y fue estrenada en cines el 19 de noviembre de 2021 por Warner Bros. y en el servicio de streaming HBO Max el mismo día. La película fue un fracaso de taquilla pero recibió elogios de la crítica por las actuaciones de Smith, Ellis y Sydney. Fue nombrada una de las mejores películas de 2021 por el American Film Institute y el National Board of Review; este último también otorgó Mejor actor a Smith y Mejor Actriz de Reparto a Ellis. Obtuvo seis nominaciones en la 94.ª edición de los Premios Óscar, incluida la de Mejor película y ganando finalmente el galardón a Mejor Actor su protagonista Will Smith. Obtuvo siete nominaciones en la 53.ª edición de los Premios NAACP Image, incluyendo Mejor película. Obtuvo seis nominaciones en la 27.ª edición de los Premios de la Crítica Cinematográfica (incluyendo Mejor película), y cuatro nominaciones en los 79.ª edición de los Premios Globo de Oro (incluyendo Mejor película dramática), ganando Mejor actor - Drama para Smith.

## Sinopsis
Basado en la historia real, King Richard sigue el viaje de Richard Williams, un padre imperturbable que contribuyó a la educación de dos de las atletas que terminarían cambiando el tenis para siempre. Impulsado por una visión clara de su futuro y utilizando métodos poco convencionales, Richard tiene un plan que llevará a Venus y Serena Williams de las calles de Compton, California al escenario mundial como iconos legendarios y la película también nos deja saber que en la vida todo se puede.

## Reparto
- Will Smith como Richard Williams
- Aunjanue Ellis como Oracene "Brandy" Price
- Saniyya Sidney como Venus Williams
- Demi Singleton como Serena Williams
- Tony Goldwyn como Paul Cohen
- Jon Bernthal como Rick Macci
- Dylan McDermott como Will Hodges
- Andy Bean como Laird Stabler
- Kevin Dunn como Vic Braden
- Craig Tate como Bells
- Susie Abromeit como Robin Finn
- Katrina Begin como Anne Worcester
- Judith Chapman como Nancy Reagan
- Noah Bean como Steven
- Erin Cummings como Trabajadora Social
- Vaughn W. Hebron como Monsta
- Marcela Zacarías como Arantxa Sánchez Vicario

## Producción
El proyecto se anunció en marzo de 2019, y Will Smith interpretará a Williams en la película, escrita por Zach Baylin. Al mismo tiempo, Warner Bros. ganó la guerra de ofertas por la película. Reinaldo Marcus Green fue incorporado como director en junio.
En enero de 2020, Demi Singleton y Saniyya Sidney fueron elegidos para interpretar a Serena y Venus respectivamente, con Aunjanue Ellis como su madre Brandi Williams. Jon Bernthal también entró en negociaciones para interpretar a Rick Macci. En febrero de 2020, Liev Schreiber y Susie Abromeit se unieron al elenco. En marzo de 2020, Dylan McDermott, Katrina Begin y Judith Chapman se unieron al elenco de la película.
La fotografía principal comenzó en enero de 2020 en Los Ángeles. Según la Comisión de Cine de California, la producción gastó $35.6 millones en el estado, con $7.5 millones devueltos en créditos fiscales. En octubre de 2020, Tony Goldwyn se unió al elenco de la película, reemplazando a Schreiber, quien abandonó debido a un conflicto de programación como resultado de la pandemia de COVID-19, antes de reanudar la filmación a finales de mes.

## Estreno
La película se estrenó el 19 de noviembre de 2021 en cines y en HBO Max. Anteriormente estaba programada para ser estrenada el 25 de noviembre de 2020, pero se retrasó debido a la pandemia de COVID-19.

## Recepción

### Crítica
King Richard recibió reseñas generalmente positivas de parte de la crítica y de la audiencia. En el sitio web especializado Rotten Tomatoes, la película posee una aprobación de 90%, basada en 299 reseñas, con una calificación de 7.6/10 y con un consenso crítico que dice: "King Richard trasciende las fórmulas de las películas biográficas deportivas con una narración refrescante y matizada -- y una actuación imponente de Will Smith en el papel principal." De parte de la audiencia tiene una aprobación de 88%, basada en más de 2500 votos, con una calificación de 4.2/5.
El sitio web Metacritic le dio a la película una puntuación de 76 de 100, basada en 53 reseñas, indicando "reseñas generalmente favorables". Las audiencias encuestadas por CinemaScore le otorgaron a la película una "A" en una escala de A+ a F, mientras que en el sitio IMDb los usuarios le asignaron una calificación de 7.5/10, sobre la base de más de 130 000 votos. En la página web FilmAffinity la cinta tiene una calificación de 6.5/10, basada en 15 308 votos.

### Premios y nominaciones
| Premio                                                    | Fecha                      | Categoría                                | Nominado(s)                                                                            | Resultado | Ref.   |
| --------------------------------------------------------- | -------------------------- | ---------------------------------------- | -------------------------------------------------------------------------------------- | --------- | ------ |
| Premios AACTA                                             | 26 de enero de 2022        | Mejor actor internacional                | Will Smith                                                                             | Nominado  | [ 22 ] |
| Premios Óscar                                             | 27 de marzo de 2022        | Mejor película                           | Tim White, Trevor White y Will Smith                                                   | Nominado  | [ 23 ] |
| Premios Óscar                                             | 27 de marzo de 2022        | Mejor actor                              | Will Smith                                                                             |           | [ 23 ] |
| Premios Óscar                                             | 27 de marzo de 2022        | Mejor actriz de reparto                  | Aunjanue Ellis                                                                         | Nominada  | [ 23 ] |
| Premios Óscar                                             | 27 de marzo de 2022        | Mejor guion original                     | Zach Baylin                                                                            | Nominado  | [ 23 ] |
| Premios Óscar                                             | 27 de marzo de 2022        | Mejor montaje                            | Pamela Martin                                                                          | Nominado  | [ 23 ] |
| Premios Óscar                                             | 27 de marzo de 2022        | Mejor canción original                   | Dixson y Beyoncé Knowles-Carter por "Be Alive"                                         | Nominado  | [ 23 ] |
| African-American Film Critics Association                 | 18 de enero de 2022        | Mejor actor                              | Will Smith                                                                             | Ganador   | [ 24 ] |
| African-American Film Critics Association                 | 18 de enero de 2022        | Mejor actriz de reparto                  | Aunjanue Ellis                                                                         | Ganadora  | [ 24 ] |
| African-American Film Critics Association                 | 18 de enero de 2022        | Mejor actor revelación                   | Saniyya Sidney                                                                         | Ganadora  | [ 24 ] |
| African-American Film Critics Association                 | 18 de enero de 2022        | Mejor director en ascenso                | Reinaldo Marcus Green                                                                  | Pendiente | [ 24 ] |
| Alianza de Mujeres Periodistas de Cine                    | Enero de 2022              | Mejor actor                              | Will Smith                                                                             | Nominado  | [ 25 ] |
| Alianza de Mujeres Periodistas de Cine                    | Enero de 2022              | Mejor actriz de reparto                  | Aunjanue Ellis                                                                         | Nominada  | [ 25 ] |
| Alianza de Mujeres Periodistas de Cine                    | Enero de 2022              | Mejor reparto                            | Rich Delia y Avy Kaufman                                                               | Ganadores | [ 25 ] |
| Premios Eddie                                             | 5 de marzo de 2022         | Mejor edición en una película dramática  | Pamela Martin                                                                          | Pendiente | [ 26 ] |
| American Film Institute                                   | 8 de diciembre de 2021     | Top 10 Películas del Año                 | King Richard                                                                           | Ganadora  | [ 27 ] |
| Premios Black Reel                                        | 27 de febrero de 2022      | Mejor película                           | King Richard                                                                           | Pendiente | [ 28 ] |
| Premios Black Reel                                        | 27 de febrero de 2022      | Mejor director                           | Reinaldo Marcus Green                                                                  | Pendiente | [ 28 ] |
| Premios Black Reel                                        | 27 de febrero de 2022      | Mejor actor                              | Will Smith                                                                             | Pendiente | [ 28 ] |
| Premios Black Reel                                        | 27 de febrero de 2022      | Mejor actriz de reparto                  | Aunjanue Ellis                                                                         | Pendiente | [ 28 ] |
| Premios Black Reel                                        | 27 de febrero de 2022      | Mejor interpretación femenina revelación | Saniyya Sidney                                                                         | Pendiente | [ 28 ] |
| Premios Black Reel                                        | 27 de febrero de 2022      | Mejor interpretación femenina revelación | Demi Singleton                                                                         | Pendiente | [ 28 ] |
| Premios Black Reel                                        | 27 de febrero de 2022      | Mejor reparto                            | King Richard                                                                           | Pendiente | [ 28 ] |
| Premios Black Reel                                        | 27 de febrero de 2022      | Mejor canción original                   | "Be Alive" (Beyoncé y Dixson)                                                          | Pendiente | [ 28 ] |
| Premios Black Reel                                        | 27 de febrero de 2022      | Mejor montaje                            | Pamela Martin                                                                          | Pendiente | [ 28 ] |
| Premios BAFTA                                             | 13 de marzo de 2022        | Mejor actor                              | Will Smith                                                                             | Ganador   | [ 29 ] |
| Premios BAFTA                                             | 13 de marzo de 2022        | Mejor actriz de reparto                  | Aunjanue Ellis                                                                         | Nominada  | [ 29 ] |
| Premios BAFTA                                             | 13 de marzo de 2022        | Mejor guion original                     | Zach Baylin                                                                            | Nominado  | [ 29 ] |
| Premios BAFTA                                             | 13 de marzo de 2022        | Mejor casting                            | Rich Delia y Avy Kaufman                                                               | Nominados | [ 29 ] |
| Festival Internacional de Cine de Chicago                 | 26 de octubre de 2021      | Mejor película elegida por el público    | King Richard                                                                           | Ganadora  | [ 30 ] |
| Premios de la Crítica Cinematográfica                     | 13 de marzo de 2022        | Mejor película                           | King Richard                                                                           | Nominada  | [ 31 ] |
| Premios de la Crítica Cinematográfica                     | 13 de marzo de 2022        | Mejor actor                              | Will Smith                                                                             | Ganador   | [ 31 ] |
| Premios de la Crítica Cinematográfica                     | 13 de marzo de 2022        | Mejor actriz de reparto                  | Aunjanue Ellis                                                                         | Nominada  | [ 31 ] |
| Premios de la Crítica Cinematográfica                     | 13 de marzo de 2022        | Mejor intérprete joven                   | Saniyya Sidney                                                                         | Nominada  | [ 31 ] |
| Premios de la Crítica Cinematográfica                     | 13 de marzo de 2022        | Mejor guion original                     | Zach Baylin                                                                            | Nominado  | [ 31 ] |
| Premios de la Crítica Cinematográfica                     | 13 de marzo de 2022        | Mejor canción                            | "Be Alive"                                                                             | Nominada  | [ 31 ] |
| Asociación de Críticos de Cine de Dallas-Fort Worth       | 20 de diciembre de 2021    | Mejor película                           | King Richard                                                                           | Nominada  | [ 32 ] |
| Asociación de Críticos de Cine de Dallas-Fort Worth       | 20 de diciembre de 2021    | Mejor actor                              | Will Smith                                                                             | Nominado  | [ 32 ] |
| Asociación de Críticos de Cine de Dallas-Fort Worth       | 20 de diciembre de 2021    | Mejor actriz de reparto                  | Aunjanue Ellis                                                                         | Nominada  | [ 32 ] |
| Denver Film Festival                                      | 4 de noviembre de 2021     | Mejor película elegida por el público    | King Richard                                                                           | Ganadora  | [ 33 ] |
| Detroit Film Critics Society                              | 6 de diciembre de 2021     | Mejor actor de reparto                   | Jon Bernthal                                                                           | Ganador   | [ 34 ] |
| Detroit Film Critics Society                              | 6 de diciembre de 2021     | Mejor película                           | King Richard                                                                           | Nominada  | [ 34 ] |
| Detroit Film Critics Society                              | 6 de diciembre de 2021     | Mejor actor                              | Will Smith                                                                             | Nominada  | [ 34 ] |
| Detroit Film Critics Society                              | 6 de diciembre de 2021     | Mejor actriz de reparto                  | Aunjanue Ellis                                                                         | Nominada  | [ 34 ] |
| Gold Derby Film Awards                                    | 27 de febrero de 2022      | Mejor actor                              | Will Smith                                                                             | Pendiente | [ 35 ] |
| Gold Derby Film Awards                                    | 27 de febrero de 2022      | Mejor canción original                   | "Be Alive" (Beyoncé y Dixson)                                                          | Pendiente | [ 35 ] |
| Premios Globo de Oro                                      | 9 de enero de 2022         | Mejor película dramática                 | King Richard                                                                           | Nominada  |        |
| Premios Globo de Oro                                      | 9 de enero de 2022         | Mejor actor - Drama                      | Will Smith                                                                             | Ganador   |        |
| Premios Globo de Oro                                      | 9 de enero de 2022         | Mejor actriz de reparto                  | Aunjanue Ellis                                                                         | Nominada  |        |
| Premios Globo de Oro                                      | 9 de enero de 2022         | Mejor canción original                   | "Be Alive" (Beyoncé y Dixson)                                                          | Nominada  |        |
| Heartland International Film Festival                     | 18 de octubre de 2021      | Premio del público                       | King Richard                                                                           | Ganadora  | [ 36 ] |
| Heartland International Film Festival                     | 18 de octubre de 2021      | Pioneering Spirit Award                  | Will Smith                                                                             | Ganador   | [ 36 ] |
| Premios de la Asociación de Críticos de Cine de Hollywood | 28 de febrero de 2022      | Mejor película                           | King Richard                                                                           | Pendiente | [ 38 ] |
| Premios de la Asociación de Críticos de Cine de Hollywood | 28 de febrero de 2022      | Mejor actor                              | Will Smith                                                                             | Pendiente | [ 38 ] |
| Premios de la Asociación de Críticos de Cine de Hollywood | 28 de febrero de 2022      | Mejor actriz de reparto                  | Aunjanue Ellis                                                                         | Pendiente | [ 38 ] |
| Premios de la Asociación de Críticos de Cine de Hollywood | 28 de febrero de 2022      | Mejor reparto                            | King Richard                                                                           | Pendiente | [ 38 ] |
| Premios de la Asociación de Críticos de Cine de Hollywood | 28 de febrero de 2022      | Mejor director                           | Reinaldo Marcus Green                                                                  | Pendiente | [ 38 ] |
| Premios de la Asociación de Críticos de Cine de Hollywood | 28 de febrero de 2022      | Mejor guion original                     | Zach Baylin                                                                            | Pendiente | [ 38 ] |
| Premios de la Asociación de Críticos de Cine de Hollywood | 28 de febrero de 2022      | Mejor canción original                   | "Be Alive" (Beyoncé and Dixson)                                                        | Pendiente | [ 38 ] |
| Premios de la Asociación de Críticos de Cine de Hollywood | 28 de febrero de 2022      | Mejor montaje                            | Pamela Martin                                                                          | Pendiente | [ 38 ] |
| Hollywood Music in Media Awards                           | 17 de noviembre de 2021    | Mejor canción original en una película   | "Be Alive" (Beyoncé y Dixson)                                                          | Nominada  | [ 39 ] |
| Houston Film Critics Society                              | 19 de febrero de 2022      | Mejor película                           | King Richard                                                                           | Nominada  | [ 40 ] |
| Houston Film Critics Society                              | 19 de febrero de 2022      | Mejor actor                              | Will Smith                                                                             | Nominado  | [ 40 ] |
| Houston Film Critics Society                              | 19 de febrero de 2022      | Mejor actor de reparto                   | Aunjanue Ellis                                                                         | Nominada  | [ 40 ] |
| Asociación de Críticos de Cine de Los Ángeles             | 13 de diciembre de 2021    | Mejor actriz de reparto                  | Aunjanue Ellis                                                                         | Nominada  | [ 41 ] |
| Festival Internacional de Cine de Miami                   | 11 de noviembre de 2021    | Premio del público                       | King Richard                                                                           | Ganadora  | [ 42 ] |
| Premios NAACP Image                                       | 26 de febrero febrero 2022 | Mejor película                           | King Richard                                                                           | Pendiente | [ 43 ] |
| Premios NAACP Image                                       | 26 de febrero febrero 2022 | Mejor director                           | Reinaldo Marcus Green                                                                  | Pendiente | [ 43 ] |
| Premios NAACP Image                                       | 26 de febrero febrero 2022 | Mejor actor                              | Will Smith                                                                             | Pendiente | [ 43 ] |
| Premios NAACP Image                                       | 26 de febrero febrero 2022 | Mejor actriz                             | Aunjanue Ellis                                                                         | Pendiente | [ 43 ] |
| Premios NAACP Image                                       | 26 de febrero febrero 2022 | Mejor reparto                            | Jon Bernthal, Aunjanue Ellis, Tony Goldwyn, Saniyya Sidney, Demi Singleton, Will Smith | Pendiente | [ 43 ] |
| Premios NAACP Image                                       | 26 de febrero febrero 2022 | Mejor canción de Soul/R&B                | "Be Alive" (Beyoncé y Dixson)                                                          | Pendiente | [ 43 ] |
| National Board of Review Awards                           | 2 de diciembre de 2021     | Top 10 Películas                         | King Richard                                                                           | Ganadora  | [ 44 ] |
| National Board of Review Awards                           | 2 de diciembre de 2021     | Mejor actor                              | Will Smith                                                                             | Ganador   | [ 44 ] |
| National Board of Review Awards                           | 2 de diciembre de 2021     | Mejor actriz de reparto                  | Aunjanue Ellis                                                                         | Ganadora  | [ 44 ] |
| Festival Internacional de Cine de Palm Springs            | 7 de enero de 2022         | Ensemble Performance Award               | Jon Bernthal, Aunjanue Ellis, Tony Goldwyn, Saniyya Sidney, Demi Singleton, Will Smith | Ganadores | [ 45 ] |
| Philadelphia Film Festival                                | 3 de noviembre de 2021     | Narrative Audience Award                 | King Richard                                                                           | Ganadora  | [ 46 ] |
| Producers Guild of America Awards                         | 19 de marzo de 2022        | Mejor película                           | Tim White, Trevor White, Will Smith                                                    | Pendiente | [ 47 ] |
| Premios Satellite                                         | 5 de enero de 2022         | Mejor película dramática                 | King Richard                                                                           | Pendiente | [ 48 ] |
| Premios Satellite                                         | 5 de enero de 2022         | Mejor director                           | Reinaldo Marcus Green                                                                  | Pendiente | [ 48 ] |
| Premios Satellite                                         | 5 de enero de 2022         | Mejor actor - Drama                      | Will Smith                                                                             | Pendiente | [ 48 ] |
| Premios Satellite                                         | 5 de enero de 2022         | Mejor actriz de reparto                  | Aunjanue Ellis                                                                         | Pendiente | [ 48 ] |
| Premios Satellite                                         | 5 de enero de 2022         | Mejor guion original                     | Zach Baylin                                                                            | Pendiente | [ 48 ] |
| Premios Satellite                                         | 5 de enero de 2022         | Mejor montaje                            | Pamela Martin                                                                          | Pendiente | [ 48 ] |
| Premios Satellite                                         | 5 de enero de 2022         | Mejor canción original                   | "Be Alive" (Beyoncé y Dixson)                                                          | Pendiente | [ 48 ] |
| SCAD Savannah Film Festival                               | 30 de octubre de 2021      | Outstanding Achievement in Cinema Award  | Aunjanue Ellis                                                                         | Ganadora  | [ 49 ] |
| Premios del Sindicato de Actores                          | 27 de febrero de 2022      | Mejor actor                              | Will Smith                                                                             | Ganador   | [ 50 ] |
| Premios del Sindicato de Actores                          | 27 de febrero de 2022      | Mejor reparto                            | Jon Bernthal, Aunjanue Ellis, Tony Goldwyn, Saniyya Sidney, Demi Singleton, Will Smith | Nominado  | [ 50 ] |
| Asociación de Críticos de Cine de San Luis                | 12 de diciembre de 2021    | Mejor actor                              | Will Smith                                                                             | Nominado  | [ 51 ] |
| Asociación de Críticos de Cine de San Luis                | 12 de diciembre de 2021    | Mejor actriz de reparto                  | Aunjanue Ellis                                                                         | Nominada  | [ 51 ] |
| Washington D. C. Area Film Critics Association Awards     | 6 de diciembre de 2021     | Mejor actor                              | Will Smith                                                                             | Nominado  | [ 52 ] |
| Washington D. C. Area Film Critics Association Awards     | 6 de diciembre de 2021     | Mejor actriz de reparto                  | Aunjanue Ellis                                                                         | Ganadora  | [ 52 ] |
| Washington D. C. Area Film Critics Association Awards     | 6 de diciembre de 2021     | Mejor guion original                     | Zach Baylin                                                                            | Nominada  | [ 52 ] |
| Washington D. C. Area Film Critics Association Awards     | 6 de diciembre de 2021     | Mejor interpretación juvenil             | Saniyya Sidney                                                                         | Nominada  | [ 52 ] |
| Círculo Femenino de Críticos de Cine de Estados Unidos    | 11 de diciembre de 2021    | Mejor actor                              | Will Smith                                                                             | Ganador   | [ 53 ] |
| Círculo Femenino de Críticos de Cine de Estados Unidos    | 11 de diciembre de 2021    | Mejor igualdad de sexos                  | King Richard                                                                           | Ganador   | [ 53 ] |
| Premios WGA                                               | 20 de marzo de 2022        | Mejor guion original                     | Zach Baylin                                                                            | Pendiente | [ 54 ] |